# スズキ・GSX-F
GSX-F （ジーエスエックス-エフ）は、スズキが製造販売していたツアラータイプのオートバイの車種名。
排気量別にシリーズ車種として生産された。単純表記で「GSX F」とした場合、400ccクラスのモデルのみを指す。

## 概要
GSX-Fシリーズは1988年に登場。輸出モデルGSX600Fに、GSX-R400(GK73A)をベースにカムプロフィールの変更等によって、低中速域重視のセッティングとしたエンジンを搭載。4連スリングショットキャブやSPESの採用及びオリジナルなギア比のローギアードミッション採用等で、ツアラーにはあるまじきクラス随一の加速及びGSX-R400と同等の59psを発揮する。重量はGSX-R400の160kgから183kgに重くなっている。
フレームは、2019年に復刻した刃にもメインとして採用されていた角型断面のスチール鋼管ダブルクレードル、フルカバードのカウルに、メインスタンド、グラブバーを装備。フロントはφ290mm、リアφ240mmの大径ディスクブレーキ、リアには140/80-17のワイドタイヤを装着し、燃料タンクの容量は20L。ツアラーとしての後継は1993年のRF400R(GK78A)になる。ベースモデルとなる600ccクラスと、日本国内仕様の400ccクラスが1988年に発売。翌年1989年には750ccクラスが発売された。搭載されるエンジンは、GSX600FとGSX750Fでは油冷式となるが、GSX-F（400ccクラスのモデル）ではGSX-R400（GK73A型）の水冷エンジンを採用している。また、250ccクラスでは、1990年に発売されたGSX250F（日本での車名「アクロス」）がある。同車は軽二輪クラスのスポーツモデルとしては初のメットイン機能を装備し、GSX-R250（GJ72A型）のエンジンを搭載している。
なお、車名表記に関しては、表記ゆれにより別車種と同一名になる場合がある。
400ccクラスではGSX-Fの場合には「GSX-F400」とされる場合もあるほか、排気量ナンバリングに末尾Fの「GSX400F」の場合には同名の別車種GSX400F（GK40XF型）がある点に留意。日本国外仕様には「KATANA」の車名を冠した血統のバイク。
また、日本国外専用車種に水冷656ccエンジンを搭載する「GSX650F」がある。GSX650Fは、バンディット650の派生モデルとして2008年に登場した車種であり、1990年代（および2000年代半ばまでの後期型）のシリーズとは隔絶がある点に留意。

## モデル一覧

### GSX250F / ACROSS

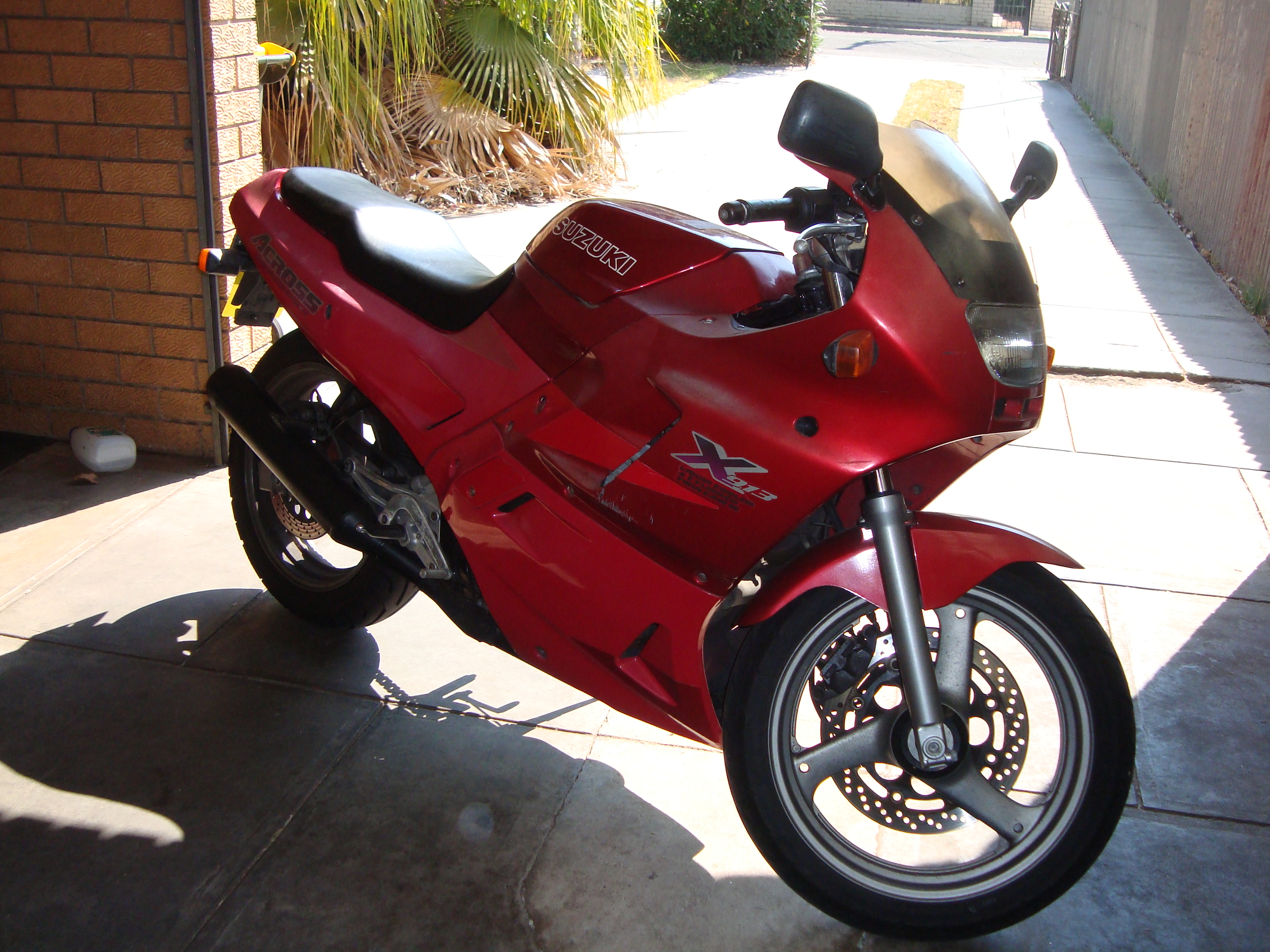
ACROSS250（アクロス輸出仕様）

GJ75A
- 1990年：GSX250FL
- 1991年：GSX250FM
- 1993年：GSX250FP
- 1997年：GSX250FU
- 1998年：GS250FW

### GSX400F / GSX F
GK74A
- 1988年：GSX400FJ
- 1989年：GSX400FK

### GSX600F
北米仕様は「KATANA 600」の車名で販売された。

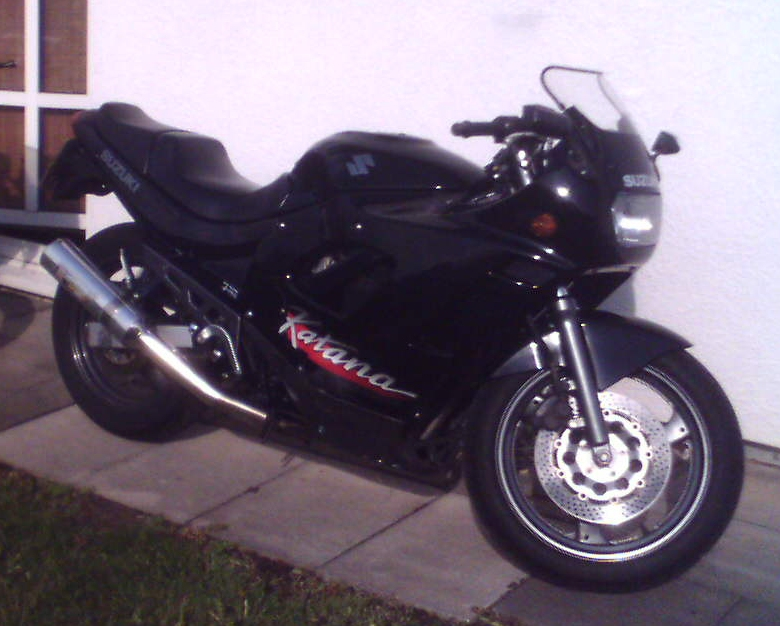
KATANA600（GSX600F北米仕様）GN72A型

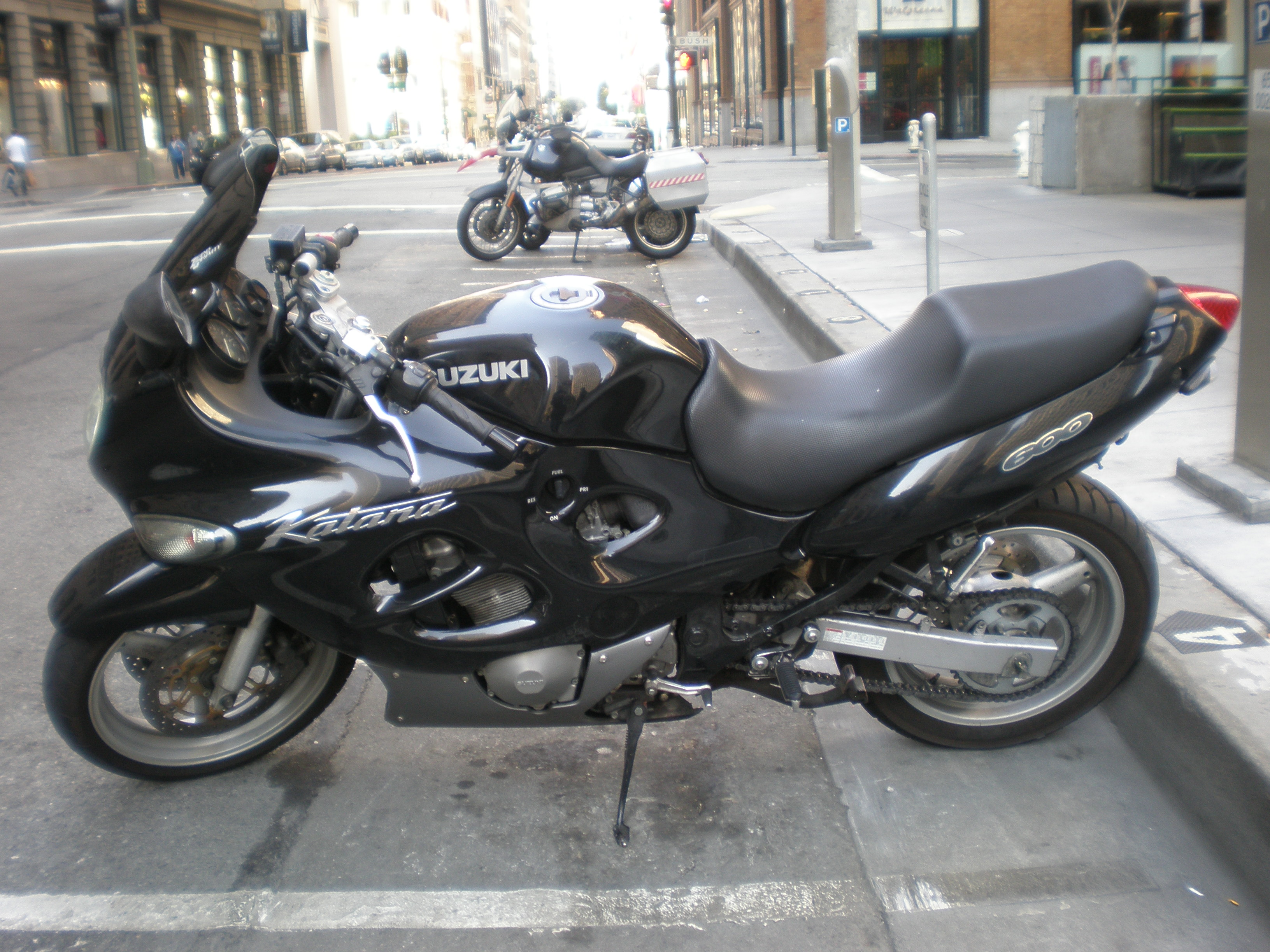
KATANA600（GSX600F北米仕様）GN79A型

GN72A
- 1988年：GSX600FJ
- 1989年：GSX600FK
- 1990年：GSX600FL
- 1991年：GSX600FM
- 1992年：GSX600FN
- 1993年：GSX600FP
- 1994年：GSX600FR
- 1995年：GSX600FS
- 1996年：GSX600FT
- 1997年：GSX600FV

GN79A
- 1998年：GSX600FW
- 1999年：GSX600FX
- 2000年：GSX600FY
- 2001年：GSX600FK1
- 2002年：GSX600FK2
- 2003年：GSX600FK3
- 2004年：GSX600FK4
- 2005年：GSX600FK5
- 2006年：GSX600FK6

## 関連項目

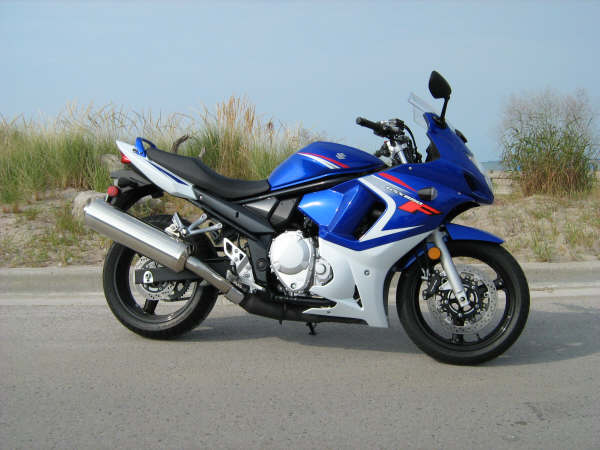
GSX650F（輸出専用仕様）

### GSX750F
北米仕様は「KATANA 750」の車名で販売された。

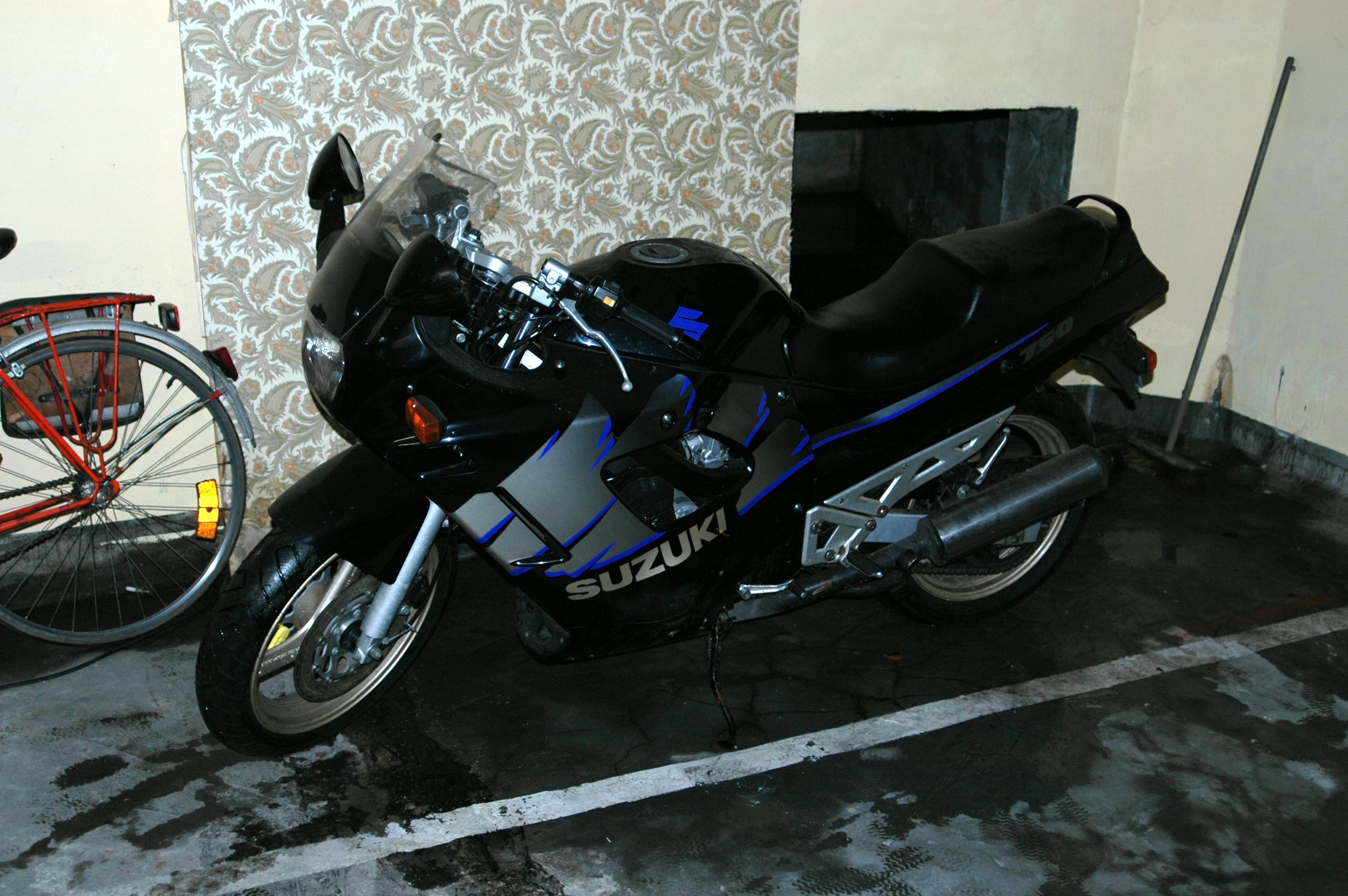
GSX750F（輸出仕様）GR78A型

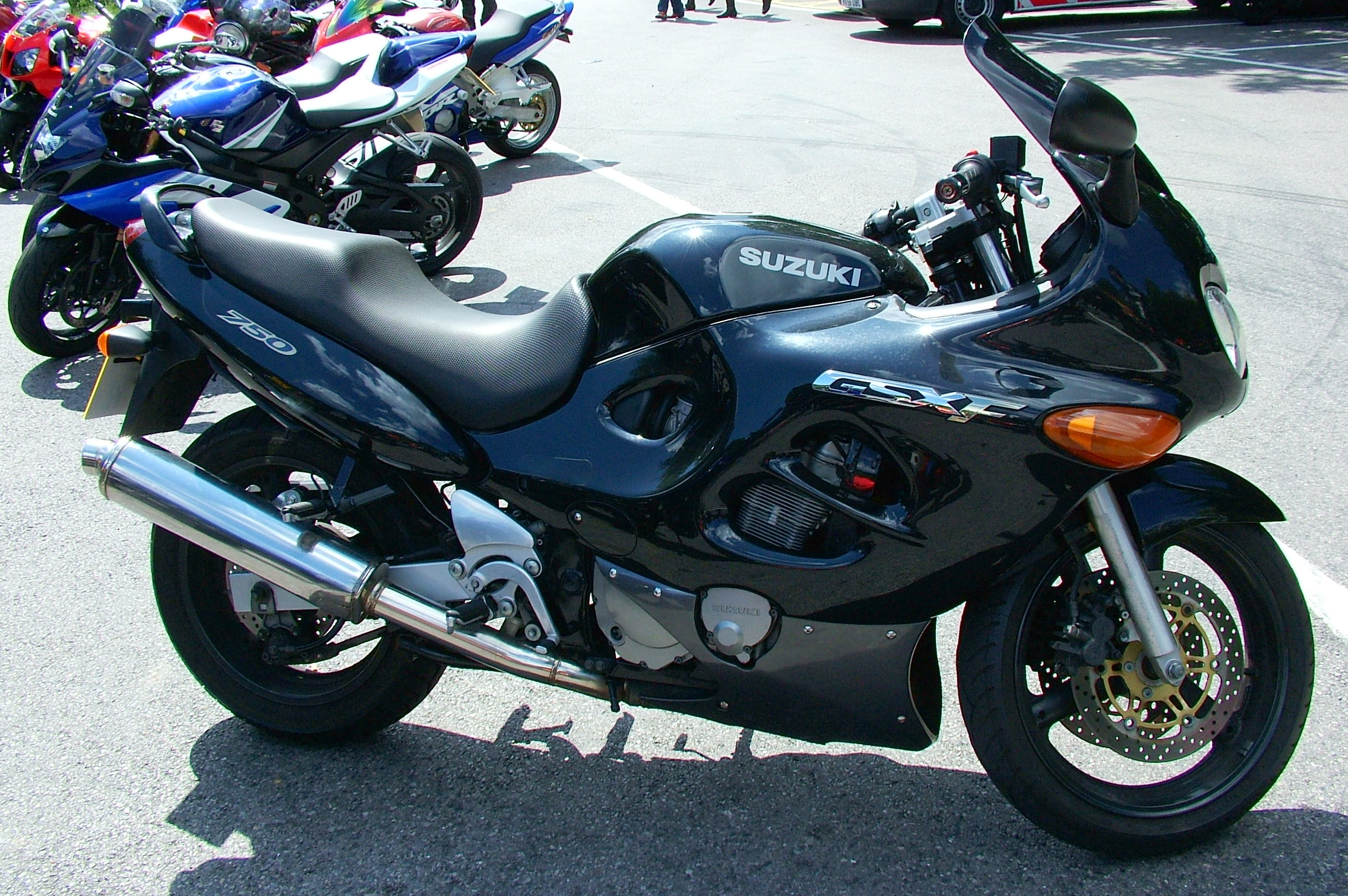
GSX750F（輸出仕様）GR7GA型

GR78A
- 1989年：GSX750FK
- 1990年：GSX750FL
- 1991年：GSX750FM
- 1992年：GSX750FN
- 1993年：GSX750FP
- 1994年：GSX750FR
- 1995年：GSX750FS
- 1996年：GSX750FT
- 1997年：GSX750FV

GR7GA
- 1998年：GSX750FW
- 1999年：GSX750FX
- 2000年：GSX750FY
- 2001年：GSX750FK1
- 2002年：GSX750FK2
- 2003年：GSX750FK3
- 2004年：GSX750FK4
- 2005年：GSX750FK5
- 2006年：GSX750FK6

### GSX1100F
北米仕様は「KATANA 1100」の車名で販売された。

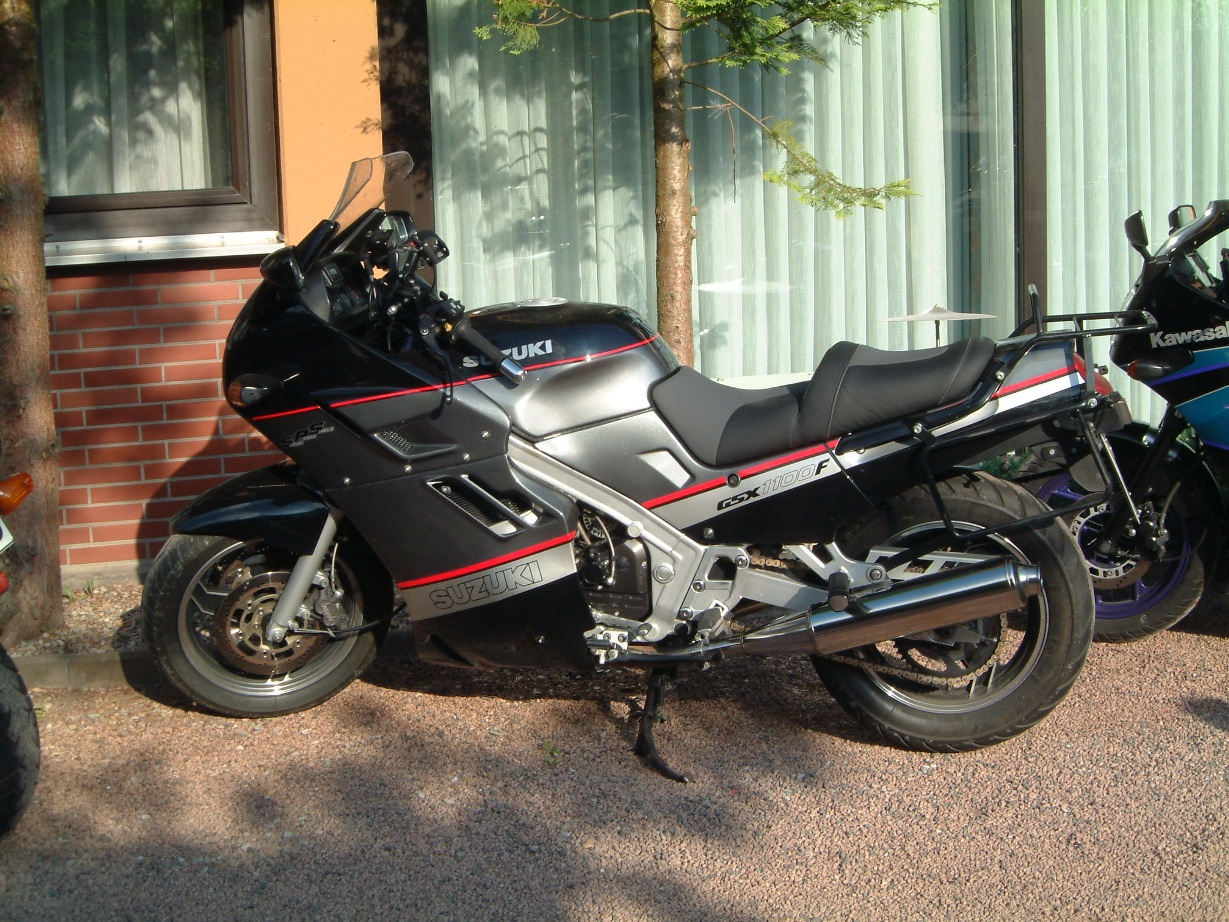
GSX1100F（輸出仕様）

GV72A
- 1988年：GSX1100FJ
- 1989年：GSX1100FK
- 1990年：GSX1100FL
- 1991年：GSX1100FM
- 1992年：GSX1100FN
- 1993年：GSX1100FP
- 1994年：GSX1100FR